# UCI Europe Tour 2017

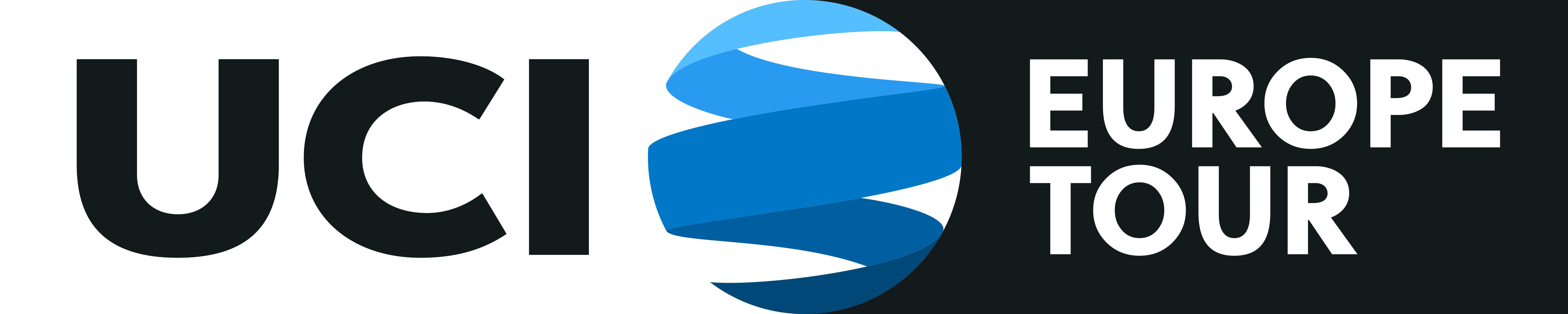

Die UCI Europe Tour 2017 ist die 13. Austragung des zur Saison 2005 vom Weltradsportverband UCI eingeführten europäischen Straßenradsport-Kalenders für Männer unterhalb der UCI WorldTour, der zu den UCI Continental Circuits gehört.
Die Eintagesrennen und Etappenrennen der UCI Europe Tour sind in drei UCI-Kategorien (HC, 1 und 2) eingeteilt. Bei jedem Rennen werden Punkte für eine Gesamtwertung der Fahrer, Mannschaften und Nationen vergeben. An der Mannschaftswertung nehmen die Professional Continental Teams und die Continental Teams teil, nicht jedoch die startenden UCI WorldTeams. An der Nationenwertung nehmen nur die Nationen des Kontinents teil, gezählt werden aber die Ergebnisse aller Circuits.

Zu den Regeln der einzelnen Ranglisten: 

## Januar
| Datum | Rennen                                      | Kat. | Sieger        | Team                   |
| ----- | ------------------------------------------- | ---- | ------------- | ---------------------- |
| 26.   | Trofeo Felanitx-Ses Salines-Campos-Porreres | 1.1  | André Greipel | Lotto Soudal           |
| 27.   | Trofeo Pollença-Port de Andratx             | 1.1  | Tim Wellens   | Lotto Soudal           |
| 28.   | Trofeo Serra de Tramuntana                  | 1.1  | Tim Wellens   | Lotto Soudal           |
| 29.   | Trofeo Playa de Palma                       | 1.1  | Daniel McLay  | Fortuneo-Vital Concept |
| 29.   | Grand Prix d’Ouverture La Marseillaise      | 1.1  | Arthur Vichot | FDJ                    |

## Februar
| Datum   | Rennen                           | Kat. | Sieger              | Team                         |
| ------- | -------------------------------- | ---- | ------------------- | ---------------------------- |
| 1.–5.   | Étoile de Bessèges               | 2.1  | Lilian Calmejane    | Direct Énergie               |
| 1.–5.   | Volta a la Comunitat Valenciana  | 2.1  | Nairo Quintana      | Movistar Team                |
| 5.      | Gran Premio Costa degli Etruschi | 1.1  | Diego Ulissi        | UAE Team Emirates            |
| 11.     | Vuelta a Murcia                  | 1.1  | Alejandro Valverde  | Movistar Team                |
| 12.     | Clásica de Almería               | 1.1  | Magnus Cort Nielsen | Orica-Scott                  |
| 12.     | Trofeo Laigueglia                | 1.HC | Fabio Felline       | Italien                      |
| 15.–19. | Andalusien-Rundfahrt             | 2.HC | Alejandro Valverde  | Movistar Team                |
| 15.–19. | Algarve-Rundfahrt                | 2.HC | Primož Roglič       | Team Lotto NL-Jumbo          |
| 18.–19. | Tour du Haut-Var                 | 2.1  | Arthur Vichot       | FDJ                          |
| 19.     | GP Laguna                        | 1.2  | Andrea Toniatti     |                              |
| 21.–23. | Tour La Provence                 | 2.1  | Rohan Dennis        | BMC Racing Team              |
| 22.–26. | Volta ao Alentejo                | 2.1  | Carlos Barbero      | Movistar Team                |
| 25.     | Classic Sud Ardèche              | 1.1  | Mauro Finetto       | Delko Marseille Provence KTM |
| 26.     | La Drôme Classic                 | 1.1  | Sebastien Delfosse  | WB Veranclassic Aqua Protect |
| 26.     | GP Izola                         | 1.2  | Filippo Fortin      | Tirol Cycling Team           |
| 26.     | Kuurne–Brüssel–Kuurne            | 1.HC | Peter Sagan         | Bora-hansgrohe               |

## März
| Datum   | Rennen                                     | Kat.   | Sieger                   | Team                        |
| ------- | ------------------------------------------ | ------ | ------------------------ | --------------------------- |
| 1.      | Le Samyn                                   | 1.1    | Guillaume Van Keirsbulck | Wanty-Groupe Gobert         |
| 1.      | Trofej Umag                                | 1.2    | Rok Korošec              | Amplatz-BMC                 |
| 4.      | Poreč Trophy                               | 1.2    | Matej Mugerli            | Amplatz-BMC                 |
| 5.      | International Rhodes Grand Prix            | 1.2    | Alan Banaszek            | Polen                       |
| 5.      | Grand Prix de la Ville de Lillers          | 1.2    | Thomas Boudat            | Direct Énergie              |
| 5.      | Classica da Arrabida - Cylin'Portugal      | 1.2    | Amaro Antunes            | W52-FC Porto                |
| 5.      | Dwars door West-Vlaanderen                 | 1.1    | Jos van Emden            | Team Lotto NL-Jumbo         |
| 5.      | GP Industria & Artigianato                 | 1.HC   | Adam Yates               | Orica-Scott                 |
| 9.–12.  | Istrian Spring Trophy                      | 2.2    | Matej Mugerli            | Amplatz-BMC                 |
| 10.–12. | International Tour of Rhodes               | 2.2    | Colin Stüssi             | Roth-Akros                  |
| 11.     | Ronde van Drenthe                          | 1.1    | Jan-Willem van Schip     | Delta Cycling Rotterdam     |
| 12.     | Dorpenomloop Rucphen                       | 1.2    | Maarten van Trijp        | Metec-TKH CCT p/b Mantel    |
| 12.     | Paris–Troyes                               | 1.2    | Yannis Yssaad            | Armée de terre              |
| 12.     | Classica Aldeias do Xisto - Cylin'Portugal | 1.2    | Vicente Garcia           | Louletano-Hospital de Loulé |
| 15.     | Nokere Koerse                              | 1.HC   | Nacer Bouhanni           | Cofidis, Solutions Crédits  |
| 17.     | Handzame Classic                           | 1.1    | Kristoffer Halvorsen     | Team Joker Ipocal           |
| 18.     | Classic Loire-Atlantique                   | 1.1    | Laurent Pichon           | Fortuneo-Vital Concept      |
| 19.     | Popolarissima                              | 1.2    | Filippo Calderaro        |                             |
| 20.–26. | Tour de Normandie                          | 2.2    | Anthony Delaplace        | Fortuneo-Vital Concept      |
| 23.–26. | Settimana Internazionale                   | 2.1    | Lilian Calmejane         | Direct Énergie              |
| 26.     | Kattekoers                                 | 1.Ncup | Jacob Hennesy            | Großbritannien              |
| 28.–30. | Drei Tage von De Panne                     | 2.HC   | Philippe Gilbert         | Quick-Step Floors           |
| 31.     | Route Adélie                               | 1.1    | Laurent Pichon           | Fortuneo-Vital Concept      |
| 31.–2.  | Le Triptyque des Monts et Chateaux         | 2.2    | Jasper Philipsen         |                             |

## April
| Datum   | Rennen                                     | Kat.   | Sieger                 | Team                             |
| ------- | ------------------------------------------ | ------ | ---------------------- | -------------------------------- |
| 1.      | Volta Limburg Classic                      | 1.1    | Marco Canola           | Nippo-Vini Fantini               |
| 1.      | GP Miguel Indurain                         | 1.1    | Simon Yates            | Orica-Scott                      |
| 2.      | Vuelta a La Rioja                          | 1.1    | Rory Sutherland        | Movistar Team                    |
| 2.      | La Roue Tourangelle                        | 1.1    | Flavien Dassonville    | HP-BTP Auber 93                  |
| 2.      | GP Adria Mobil                             | 1.2    | Antonio Parrinello     | GM Europa Ovini                  |
| 2.      | Trofeo Piva                                | 1.2U   | Mark Padun             |                                  |
| 4.–7.   | Circuit Cycliste Sarthe                    | 2.1    | Lilian Calmejane       | Direct Énergie                   |
| 5.      | Scheldeprijs                               | 1.HC   | Marcel Kittel          | Quick-Step Floors                |
| 7.–9.   | Circuit des Ardennes                       | 2.2    | Jhonatan Narvaez       | Axeon Hagens Berman              |
| 8.      | Flandern-Rundfahrt (U23)                   | 1.Ncup | Edward Dunbar          | Irland                           |
| 9.      | Klasika Primavera                          | 1.1    | Gorka Izagirre         | Movistar Team                    |
| 9.      | Giro dell’Appennino                        | 1.1    | Danilo Celano          | Amore & Vita-Selle SMP-Fondriest |
| 11.     | Paris–Camembert                            | 1.1    | Nacer Bouhanni         | Cofidis, Solutions Crédits       |
| 12.     | Pfeil von Brabant                          | 1.HC   | Sonny Colbrelli        | Bahrain-Merida                   |
| 12.–16. | Tour du Loir-et-Cher                       | 2.2    | Alexander Kamp         | Team Veloconcept                 |
| 13.     | Grand Prix de Denain                       | 1.HC   | Arnaud Demare          | FDJ                              |
| 15.     | Tour du Finistère                          | 1.1    | Julien Loubet          | Armée de terre                   |
| 15.     | ZLM Tour                                   | 1.Ncup | Chris Lawless          | Großbritannien                   |
| 15.     | Lüttich–Bastogne–Lüttich Espoirs           | 1.2U   | Bjorg Lambrecht        |                                  |
| 17.–21. | Tour of the Alps                           | 2.HC   | Geraint Thomas         | Team Sky                         |
| 17.     | Tro Bro Leon                               | 1.1    | Damien Gaudin          | Armée de terre                   |
| 17.     | Giro del Belvedere                         | 1.2U   | Aljaksandr Rabuschenka |                                  |
| 18.–23. | Kroatien-Rundfahrt                         | 2.1    | Vincenzo Nibali        | Bahrain-Merida                   |
| 18.     | GP Palio del Recioto                       | 1.2U   | Neilson Powless        | Axeon Hagens Berman              |
| 20.–23. | Tour of Mersin                             | 2.2    | Stanislau Baschkou     | Minsk Cycling Club               |
| 22.     | Visegrád 4 Bicycle Race – GP Hungary       | 1.2    | Kamil Zieliński        | Domin Sport                      |
| 22.     | Arno Wallaard Memorial                     | 1.2    | Timothy Stevens        | Pauwels sauzen-Vastgoedservice   |
| 23.     | Trofeo Città di San Vendemiano             | 1.2U   | Nicola Conci           |                                  |
| 23.     | Visegrád 4 Bicycle Race – GP Slovakia      | 1.2    | Alois Kaňkovský        | Elkov-Author Cycling Team        |
| 23.     | Rutland-Melton International CiCLE Classic | 1.2    | Daniel Fleeman         |                                  |
| 25.     | Gran Premio della Liberazione              | 1.2U   | Seid Lizde             |                                  |
| 25.–1.  | Tour de Bretagne                           | 2.2    | Flavien Dassonville    | HP-BTP Auber 93                  |
| 28.–30. | Tour de Yorkshire                          | 2.1    | Serge Pauwels          | Team Dimension Data              |
| 28.–29. | Toscana Terra di Ciclismo Eroica           | 2.2U   | Jai Hindley            | Australien                       |
| 28.     | Himmerland Rundt                           | 1.2    | Nikolai Brøchner       | Riwal Platform Cycling Team      |
| 29.–1.  | Asturien-Rundfahrt                         | 2.1    | Raul Alarcon           | W52-FC Porto                     |
| 29.–2.  | Carpathian Couriers Race                   | 2.2U   | Alessandro Pessot      |                                  |
| 29.     | GP Viborg                                  | 1.2    | Kasper Asgreen         | Team Veloconcept                 |
| 29.     | ZODC Zuidenveld Tour                       | 1.2    | Rick Ottema            | Baby-Dump                        |
| 29.     | Banja Luka-Belgrad I                       | 1.2    | Barnabas Peak          |                                  |
| 30.     | Banja Luka-Belgrad II                      | 1.2    | Nicolo Salvietti       | Sangemini-MG.Kvis                |
| 30.     | Skive–Løbet                                | 1.2    | Martin Toft Madsen     | BHS-Almeborg Bornholm            |
| 30.     | Paris-Mantes-en-Yvelines                   | 1.2    | Fabien Canal           | Armée de terre                   |

## Mai
| Datum   | Rennen                            | Kat. | Sieger                 | Team                         |
| ------- | --------------------------------- | ---- | ---------------------- | ---------------------------- |
| 1.      | Eschborn–Frankfurt (U23)          | 1.2U | Fabio Jakobsen         | SEG Racing Academy           |
| 1.      | Memoriał Andrzeja Trochanowskiego | 1.2  | Alois Kaňkovský        | Elkov-Author Cycling Team    |
| 1.      | Circuit de Wallonie               | 1.2  | Maarten van Trijp      | Metec-TKH CCT p/b Mantel     |
| 2.      | Memorial Romana Sieminskiego      | 1.2  | Alois Kaňkovský        | Elkov-Author Cycling Team    |
| 3.–6.   | Rhône-Alpes Isère Tour            | 2.2  | Marco Minnaard         | Wanty-Groupe Gobert          |
| 3.–7.   | Tour d’Azerbaïdjan                | 2.1  | Kirill Posdnjakow      | Synergy Baku Cycling Project |
| 5.–7.   | CCC Tour-Grody Piastowskie        | 2.2  | Marek Rutkiewicz       | Wibatech 7R Fuji             |
| 5.–7.   | Madrid-Rundfahrt                  | 2.1  | Oscar Sevilla          | Medellin-Inder               |
| 5.–9.   | Five Rings of Moscow              | 2.2  | Juri Trofimow          | Russland                     |
| 6.      | Sundvolden Grand Prix             | 1.2  | Rasmus Guldhammer      | Team Veloconcept             |
| 6.      | Ronde van Overijssel              | 1.2  | Nicolai Brøchner       | Riwal Platform Cycling Team  |
| 7.      | GP Lugano                         | 1.HC | Iuri Filosi            | Nippo-Vini Fantini           |
| 7.      | Ringerike Grand Prix              | 1.2  | Rasmus Guldhammer      | Team Veloconcept             |
| 7.      | Flèche Ardennaise                 | 1.2  | Harm Vanhoucke         |                              |
| 7.      | Circuito del Porto                | 1.2  | Damiano Cima           |                              |
| 9.–14.  | Tour des Hauts-de-France          | 2.HC | Clément Venturini      | Cofidis, Solutions Crédits   |
| 11.–14. | Tour of Ankara                    | 2.2  | Brayan Ramírez         | Medellin-Inder               |
| 13.     | Scandinavian Race in Uppsala      | 1.2  | Nicolai Brøchner       | Riwal Platform Cycling Team  |
| 14.     | Ronde van Noord-Holland           | 1.2  | Fabio Jakobsen         | SEG Racing Academy           |
| 14.     | Gran Premio Industrie del Marmo   | 1.2U | Michael Storer         | Mitchelton Scott             |
| 14.     | Grand Prix Criquielion            | 1.2  | Bram Welten            |                              |
| 17.–21. | Tour of Norway                    | 2.HC | Edvald Boasson Hagen   | Team Dimension Data          |
| 17.–21. | Bałtyk-Karkonosze Tour            | 2.2  | Marek Rutkiewicz       | Wibatech 7R Fuji             |
| 17.–21. | Tour of Ukraine                   | 2.2  | Witalij Buz            | Kolss Cycling Team           |
| 17.–21. | Ronde de l’Isard                  | 2.2  | Pawel Siwakow          |                              |
| 19.–21. | Paris-Arras Tour                  | 2.2  | Jordan Levasseur       | Armée de terre               |
| 19.–21. | Vuelta a Castilla y León          | 2.1  | Jonathan Hivert        | Direct Énergie               |
| 20.     | Berner Rundfahrt                  | 1.2  | Filippo Fortin         | Tirol Cycling Team           |
| 20.–25. | Tour of Albania                   | 2.2  | Francesco Bongiorno    | Sangemini-MG.Kvis            |
| 21.     | Grand Prix de la Somme            | 1.1  | Adrien Petit           | Direct Énergie               |
| 21.–28. | An Post Rás                       | 2.2  | James Gullen           | JLT Condor                   |
| 24.–28. | Belgien-Rundfahrt                 | 2.HC | Jens Keukeleire        | Belgien                      |
| 24.–28. | Tour des Fjords                   | 2.1  | Edvald Boasson Hagen   | Team Dimension Data          |
| 24.–28. | Flèche du Sud                     | 2.2  | Matija Kvasina         | Team Felbermayr Simplon Wels |
| 25.–27. | Gemenc Grand Prix                 | 2.2  | Filippo Tagliani       |                              |
| 26.–27. | Tour of Estonia                   | 2.1  | Karl Patrick Lauk      | Estland                      |
| 26.     | Horizon Park Race for Peace       | 1.2  | Mychajlo Kononenko     | Kolss Cycling Team           |
| 27.     | Grand Prix de Plumelec-Morbihan   | 1.1  | Alexis Vuillermoz      | AG2R La Mondiale             |
| 27.     | Horizon Park Race Maidan          | 1.2  | Rasmus Esmann Ginnerup |                              |
| 27.–28. | Tour du Jura                      | 2.2  | Thomas Degand          | Wanty-Groupe Gobert          |
| 27.–28. | Tour de Gironde                   | 2.2  | Pablo Torres Muiño     | Burgos-BH                    |
| 28.     | Boucles de l’Aulne                | 1.1  | Odd Christian Eiking   | FDJ                          |
| 28.     | Horizon Park Classic              | 1.2  | Olexandr Prewar        |                              |
| 28.     | Paris-Roubaix (U23)               | 1.2U | Nils Eekhoff           | Development Team Sunweb      |
| 31.–4.  | Luxemburg-Rundfahrt               | 2.HC | Greg Van Avermaet      | BMC Racing Team              |

## Juni
| Datum   | Rennen                                       | Kat.   | Sieger                 | Team                            |
| ------- | -------------------------------------------- | ------ | ---------------------- | ------------------------------- |
| 1.–4.   | Boucles de la Mayenne                        | 2.1    | Mathieu van der Poel   | Beobank-Corendon                |
| 1.–4.   | Szlakiem Walk Majora Hubala                  | 2.1    | Maciej Paterski        | CCC Sprandi Polkowice           |
| 1.–4.   | Grand Prix Priessnitz spa                    | 2.Ncup | Bjorg Lambrecht        | Belgien                         |
| 2.–4.   | Volta Cova da Beira                          | 2.1    | Jesús del Pino         | Efapel                          |
| 2.–4.   | Hammer Sportzone Limburg                     | 2.1    | Team Sky               |                                 |
| 2.–4.   | Tour of Bihor - Bellotto                     | 2.2    | Rodolfo Torres         | Androni Giocattoli              |
| 2.      | Trofeo Alcide Degasperi                      | 1.2    | Andrea Toniatti        |                                 |
| 3.      | Heiste Pijl                                  | 1.1    | Jasper De Buyst        | Lotto Soudal                    |
| 4.      | Coppa della Pace                             | 1.2    | Nicola Gaffurini       | Sangemini-MG.Kvis               |
| 4.      | Memorial Philippe Van Coningsloo             | 1.2    | Yves Coolen            |                                 |
| 7.–11.  | Slowakei-Rundfahrt                           | 2.1    | Jan Tratnik            | CCC Sprandi Polkowice           |
| 8.–11.  | Oberösterreich-Rundfahrt                     | 2.2    | Stephan Rabitsch       | Team Felbermayr Simplon Wels    |
| 8.–11.  | Ronde de l’Oise                              | 2.2    | Flavien Dassonville    | HP-BTP Auber 93                 |
| 8.      | GP Kanton Aargau                             | 1.HC   | Sacha Modolo           | UAE Team Emirates               |
| 9.–11.  | Tour of Małopolska                           | 2.2    | Maciej Paterski        | CCC Sprandi Polkowice           |
| 9.–15.  | Giro Ciclistico d’Italia                     | 2.2U   | Pawel Siwakow          |                                 |
| 10.     | Fyen Rundt                                   | 1.2    | Audun Brekke Fløtten   | Uno-X Hydrogen Development Team |
| 10.     | Dwars door de Vlaamse Ardennen               | 1.2    | Cameron Meyer          | Australien                      |
| 11.     | Rund um Köln                                 | 1.1    | Gregor Mühlberger      | Bora-hansgrohe                  |
| 11.     | Ronde van Limburg                            | 1.1    | Wout van Aert          | Vérandas Willems-Crelan         |
| 11.     | GP Horsens                                   | 1.2    | Casper Pedersen        | Team Giant-Castelli             |
| 14.–18. | Ster ZLM Toer                                | 2.1    | Jose Gonçalves         | Team Katusha Alpecin            |
| 15.–18. | Slowenien-Rundfahrt                          | 2.1    | Rafal Majka            | Bora-hansgrohe                  |
| 15.–18. | Route du Sud                                 | 2.1    | Silvan Dillier         | BMC Racing Team                 |
| 15.–18. | Tour de Savoie Mont-Blanc                    | 2.2    | Egan Bernal            | Androni Giocattoli              |
| 16.–18. | Serbien-Rundfahrt                            | 2.2    | Charalampos Kastrantas | Dare Viator Partizan            |
| 17.     | Memorial Grundmanna Wizowskiego              | 1.2    | Alan Banaszek          | CCC Sprandi Polkowice           |
| 18.     | Bruges Cycling Classic                       | 1.1    | Wout van Aert          | Vérandas Willems-Crelan         |
| 18.     | Korona Kocich Gór                            | 1.2    | Łukasz Owsian          | CCC Sprandi Polkowice           |
| 18.     | Beaumont Trophy                              | 1.2    | Peter Williams         | ONE Pro Cycling                 |
| 21.     | Halle–Ingooigem                              | 1.1    | Arnaud Demare          | FDJ                             |
| 27.–2.  | Tour de Hongrie                              | 2.2    | Daniel Jaramillo       | UnitedHealthcare                |
| 27.     | Trofeo Città di Brescia                      | 1.2    | Nikolaj Schumow        |                                 |
| 28.     | Internationale Wielertrofee Jong Maar Moedig | 1.2    | Toon Aerts             | Telenet Fidea Lions             |
| 28.–1.  | Course de la Solidarité Olympique            | 2.2    | Mateusz Komar          | Voster Uniwheels Team           |
| 29.–2.  | Volta a Portugal do Futuro                   | 2.2U   | José Neves             |                                 |

## Juli
| Datum   | Rennen                               | Kat. | Sieger                | Team                         |
| ------- | ------------------------------------ | ---- | --------------------- | ---------------------------- |
| 1.      | Omloop Het Nieuwsblad (U23)          | 1.2  | Tanguy Turgis         |                              |
| 2.–8.   | Österreich-Rundfahrt                 | 2.1  | Stefan Denifl         | Aqua Blue Sport              |
| 2.      | Slag om Norg                         | 1.1  | Gianni Vermeersch     | Beobank-Corendon             |
| 5.–9.   | Sibiu Cycling Tour                   | 2.1  | Egan Bernal           | Androni Giocattoli           |
| 5.–9.   | Troféu Joaquim Agostinho             | 2.2  | Amaro Antunes         | W52-FC Porto                 |
| 7.      | Grote Prijs Stad Sint-Niklaas        | 1.2  | Gerben Thijssen       |                              |
| 7.      | Minsk Cup                            | 1.2  | Jehor Dementjew       | ISD-Jorbi Continental Team   |
| 8.      | Grote Prijs Jean-Pierre Monsére      | 1.1  | Laurens Sweeck        | ERA-Circus                   |
| 8.      | Grand Prix Minsk                     | 1.2  | Jauhen Karaljok       | Minsk Cycling Club           |
| 9.      | Velothon Wales                       | 1.1  | Ian Bibby             | JLT Condor                   |
| 9.      | Giro del Medio Brenta                | 1.2  | Michele Gazzara       | Sangemini-MG.Kvis            |
| 9.      | Midden Brabant-Poort Omloop          | 1.2  | Jaap Kooijman         |                              |
| 12.–16. | Giro della Valle d’Aosta             | 2.2U | Pawel Siwakow         |                              |
| 16.     | Trofeo Matteotti                     | 1.1  | Sergei Schilow        | Lokosphinx                   |
| 19.     | Grand Prix Pino Cerami               | 1.1  | Wout van Aert         | Vérandas Willems-Crelan      |
| 22.–26. | Tour de Wallonie                     | 2.HC | Dylan Teuns           | BMC Racing Team              |
| 23.     | Grand Prix de la ville de Pérenchies | 1.2  | Roy Jans              | WB Veranclassic Aqua Protect |
| 25.–29. | Dookoła Mazowsza                     | 2.2  | Alois Kaňkovský       | Elkov-Author Cycling Team    |
| 25.     | Prueba Villafranca de Ordizia        | 1.1  | Sergei Schilow        | Lokosphinx                   |
| 26.–30. | Tour Alsace                          | 2.2  | Lucas Hamilton        | Australien                   |
| 29.–31. | Kreiz Breizh Elites                  | 2.2  | Jonas Wilsly Gregaard | Riwal Platform Cycling Team  |
| 30.     | Rad am Ring                          | 1.1  | Huub Duyn             | Vérandas Willems-Crelan      |
| 30.     | Polynormande                         | 1.1  | Alexis Gougeard       | AG2R La Mondiale             |
| 30.     | Grand Prix Kranj                     | 1.2  | Matej Mugerli         | Amplatz-BMC                  |
| 31.     | Circuito de Getxo                    | 1.1  | Carlos Barbero        | Movistar Team                |

## August
| Datum   | Rennen                                         | Kat.   | Sieger               | Team                        |
| ------- | ---------------------------------------------- | ------ | -------------------- | --------------------------- |
| 1.–5.   | Burgos-Rundfahrt                               | 2.HC   | Mikel Landa          | Team Sky                    |
| 3.      | Europameisterschaften – Einzelzeitfahren (U23) | CC     | Kasper Asgreen       | Dänemark                    |
| 3.      | Europameisterschaften – Einzelzeitfahren       | CC     | Victor Campenaerts   | Belgien                     |
| 4.–15.  | Volta a Portugal                               | 2.1    | Raul Alarcon         | W52-FC Porto                |
| 5.      | Dwars door het Hageland                        | 1.1    | Mathieu van der Poel | Beobank-Corendon            |
| 5.      | Kalmar Grand Prix                              | 1.2    | Rasmus Bogh Wallin   | ColoQuick-Cult              |
| 5.      | Tour de Ribas                                  | 1.2    | Serhij Lahkuti       | Kolss Cycling Team          |
| 5.      | Europameisterschaften – Straßenrennen (U23)    | CC     | Casper Pedersen      | Dänemark                    |
| 5.      | Antwerpse Havenpijl                            | 1.2    | Arvid de Kleijn      | Baby-Dump                   |
| 6.      | Odessa Grand Prix                              | 1.2    | Mychajlo Kononenko   | Kolss Cycling Team          |
| 6.      | Europameisterschaften – Straßenrennen          | CC     | Alexander Kristoff   | Norwegen                    |
| 8.–12.  | Tour de l’Ain                                  | 2.1    | Thibaut Pinot        | FDJ                         |
| 9.–12.  | Tour of Szeklerland                            | 2.2    | Patrick Bosman       | Hrinkow Advarics Cycleang   |
| 10.–13. | Arctic Race of Norway                          | 2.HC   | Dylan Teuns          | BMC Racing Team             |
| 10.–13. | Czech Cycling Tour                             | 2.1    | Josef Černý          | Elkov-Author Cycling Team   |
| 12.     | Memoriał Henryka Łasaka                        | 1.2    | Alan Banaszek        | CCC Sprandi Polkowice       |
| 13.     | Puchar Uzdrowisk Karpackich                    | 1.2    | Maciej Paterski      | CCC Sprandi Polkowice       |
| 13.     | Gran Premio di Poggiana                        | 1.2U   | Nicola Conci         |                             |
| 15.–18. | Tour du Limousin                               | 2.1    | Alexis Vuillermoz    | AG2R La Mondiale            |
| 15.     | Gran Premio Capodarco                          | 1.2U   | Mark Padun           |                             |
| 18.–27. | Tour de l’Avenir                               | 2.Ncup | Egan Bernal          | Kolumbien                   |
| 18.     | Arnhem–Veenendaal Classic                      | 1.1    | Luka Mezgec          | Orica-Scott                 |
| 19.     | Puchar Mon                                     | 1.2    | Alois Kaňkovský      | Elkov-Author Cycling Team   |
| 20.     | Grote Prijs Jef Scherens                       | 1.1    | Timothy Dupont       | Vérandas Willems-Crelan     |
| 20.     | Szlakiem Wielkich Jezior                       | 1.2    | Marek Rutkiewicz     | Wibatech 7R Fuji            |
| 22.–25. | Tour du Poitou-Charentes                       | 2.1    | Mads Pedersen        | Trek-Segafredo              |
| 22.     | Grote Prijs Stad Zottegem                      | 1.1    | Jasper De Buyst      | Lotto Soudal                |
| 22.     | GP des Marbriers                               | 1.2    | Karol Domagalski     | ONE Pro Cycling             |
| 23.     | Druivenkoers                                   | 1.1    | Jerome Baugnies      | Wanty-Groupe Gobert         |
| 24.–27. | Baltic Chain Tour                              | 2.2    | Herman Dahl          | Team Sparebanken Sør        |
| 25.     | Pro Ötztaler 5500                              | 1.1    | Roman Kreuziger      | Orica-Scott                 |
| 26.–27. | Ronde van Midden-Nederland                     | 2.2    | Kamil Gradek         | ONE Pro Cycling             |
| 26.     | Omloop Mandel-Leie-Schelde Meulebeke           | 1.1    | Iljo Keisse          | Quick-Step Floors           |
| 27.     | Schaal Sels                                    | 1.1    | Taco van der Hoorn   | Roompot-Nederlandse Loterij |
| 27.     | Kroatien-Slowenien                             | 1.2    | Dušan Rajović        | Adria Mobil                 |
| 30.–3.  | Okolo Jižních Čech                             | 2.2    | Josef Černý          | Elkov-Author Cycling Team   |

## September
| Datum   | Rennen                                      | Kat. | Sieger                | Team                             |
| ------- | ------------------------------------------- | ---- | --------------------- | -------------------------------- |
| 2.      | Brussels Cycling Classic                    | 1.HC | Arnaud Demare         | FDJ                              |
| 3.–10.  | Tour of Britain                             | 2.HC | Lars Boom             | Team Lotto NL-Jumbo              |
| 3.–5.   | Tour of Bulgaria – North                    | 2.2  | Serhij Lahkuti        | Kolss Cycling Team               |
| 3.      | Grand Prix de Fourmies                      | 1.HC | Nacer Bouhanni        | Cofidis, Solutions Crédits       |
| 3.      | Kernen Omloop Echt-Susteren                 | 1.2  | Robbert de Greef      | Baby-Dump                        |
| 5.–10.  | Olympia’s Tour                              | 2.2U | Pascal Eenkhoorn      |                                  |
| 7.–9.   | Tour of Bulgaria – South                    | 2.2  | Witalij Buz           | Kolss Cycling Team               |
| 8.–9.   | East Bohemia Tour                           | 2.2  | Kamil Zieliński       | Domin Sport                      |
| 9.      | De Kustpijl                                 | 1.2  | Christophe Noppe      | Sport Vlaanderen-Baloise         |
| 9.      | Tour du Jura                                | 1.2  | Marc Hirschi          |                                  |
| 10.     | Tour du Doubs                               | 1.1  | Romain Hardy          | Fortuneo-Oscaro                  |
| 10.     | Raiffeisen Grand Prix                       | 1.2  | Adam de Vos           | Rally Cycling                    |
| 10.     | Grand Prix de la Ville de Nogent-sur-Oise   | 1.2  | Jordan Levasseur      | Armée de terre                   |
| 11.     | Grote Prijs Marcel Kint                     | 1.2  | Jonas Rickaert        | Sport Vlaanderen-Baloise         |
| 12.–16. | Dänemark-Rundfahrt                          | 2.HC | Mads Pedersen         | Trek-Segafredo                   |
| 13.     | Grand Prix de Wallonie                      | 1.1  | Tim Wellens           | Lotto Soudal                     |
| 13.     | Coppa Agostoni                              | 1.1  | Michael Albasini      | Schweiz                          |
| 14.     | Coppa Bernocchi                             | 1.1  | Sonny Colbrelli       | Bahrain-Merida                   |
| 15.     | Kampioenschap van Vlaanderen                | 1.1  | Fernando Gaviria      | Quick-Step Floors                |
| 16.     | Grote Prijs Impanis-Van Petegem             | 1.HC | Matteo Trentin        | Quick-Step Floors                |
| 16.     | Memorial Marco Pantani                      | 1.1  | Marco Zamparella      | Amore & Vita-Selle SMP-Fondriest |
| 16.     | Visegrád 4 Bicycle Race – GP Czech Republic | 1.2  | Rok Korošec           | Amplatz-BMC                      |
| 17.     | Grand Prix d’Isbergues                      | 1.1  | Benoît Cosnefroy      | AG2R La Mondiale                 |
| 17.     | Visegrád 4 Bicycle Race – GP Poland         | 1.2  | Kamil Zieliński       | Domin Sport                      |
| 20.     | Omloop van het Houtland                     | 1.1  | Tom Devriendt         | Wanty-Groupe Gobert              |
| 23.–24. | Tour du Gévaudan Languedoc-Roussillon       | 2.2  | Guillaume Martin      | Wanty-Groupe Gobert              |
| 24.     | Duo Normand                                 | 1.1  | Delaplace / Périchon  | Fortuneo-Oscaro                  |
| 24.     | Gooikse Pijl                                | 1.2  | Kenny Dehaes          | Wanty-Groupe Gobert              |
| 24.     | Paris–Chauny                                | 1.2  | Thomas Boudat         | Direct Énergie                   |
| 26.–27. | Giro della Toscana                          | 2.1  | Guillaume Martin      | Wanty-Groupe Gobert              |
| 26.     | Ruota d’Oro                                 | 1.2U | German Nicolas Tivani | Unieuro Trevigiani-Hemus 1896    |
| 28.     | Coppa Sabatini                              | 1.1  | Andrea Pasqualon      | Wanty-Groupe Gobert              |
| 30.     | Giro dell’Emilia                            | 1.HC | Giovanni Visconti     | Bahrain-Merida                   |
| 30.     | Omloop Eurometropool                        | 1.1  | André Greipel         | Lotto Soudal                     |
| 30.     | Törökbalint GP                              | 1.2  | Alberto Giuriato      |                                  |

## Oktober
| Datum | Rennen                      | Kat. | Sieger                 | Team                       |
| ----- | --------------------------- | ---- | ---------------------- | -------------------------- |
| 1.    | Tour de l’Eurométropole     | 1.HC | Daniel McLay           | Fortuneo-Oscaro            |
| 1.    | Gran Premio Beghelli        | 1.HC | Luis León Sánchez      | Astana Pro Team            |
| 1.    | Tour de Vendée              | 1.1  | Christophe Laporte     | Cofidis, Solutions Crédits |
| 1.    | Piccolo Giro di Lombardia   | 1.2U | Aljaksandr Rabuschenka |                            |
| 3.    | Tre Valli Varesine          | 1.HC | Alexandre Geniez       | AG2R La Mondiale           |
| 3.    | Sparkassen Münsterland GIRO | 1.HC | Sam Bennett            | Bora-hansgrohe             |
| 3.    | Binche–Chimay–Binche        | 1.1  | Jasper De Buyst        | Lotto Soudal               |
| 5.    | Mailand–Turin               | 1.HC | Rigoberto Uran         | Cannondale Drapac          |
| 5.    | Paris–Bourges               | 1.1  | Rudy Barbier           | AG2R La Mondiale           |
| 8.    | Paris–Tours                 | 1.HC | Matteo Trentin         | Quick-Step Floors          |
| 8.    | Paris–Tours Espoirs         | 1.2U | Jasper Philipsen       |                            |
| 11.   | Famenne Ardenne Classic     | 1.1  | Moreno Hofland         | Lotto Soudal               |
| 14.   | Tacx Pro Classic            | 1.1  | Timo Roosen            | Team Lotto NL-Jumbo        |
| 15.   | Chrono des Nations          | 1.1  | Martin Toft Madsen     | BHS-Almeborg Bornholm      |
| 15.   | Chrono des Nations (U23)    | 1.2U | Mathias Norsgaard      | Team Giant-Castelli        |
| 17.   | Nationale Sluitingsprijs    | 1.1  | Arvid de Kleijn        | Baby-Dump                  |

## Gesamtwertung
(Endstand: 17. Oktober 2017)
| Platz | Fahrer          |             | Team | Punkte |
| ----- | --------------- | ----------- | ---- | ------ |
| 1.    | Nacer Bouhanni  | Frankreich  | COF  | 1124   |
| 2.    | Jasper De Buyst | Belgien     | LTS  | 935    |
| 3.    | André Greipel   | Deutschland | LTS  | 886    |
| 4.    | Elia Viviani    | Italien     | SKY  | 813    |
| 5.    | Egan Bernal     | Kolumbien   | AND  | 800    |

| Platz | Team                         |            | Punkte |
| ----- | ---------------------------- | ---------- | ------ |
| 1.    | Wanty-Groupe Gobert          | Belgien    | 3235   |
| 2.    | Cofidis, Solutions Crédits   | Frankreich | 3169   |
| 3.    | Androni Giocattoli           | Italien    | 2959   |
| 4.    | WB Veranclassic Aqua Protect | Belgien    | 2613   |
| 5.    | Fortuneo-Oscaro              | Frankreich | 2587   |

| Platz | Nation      | Punkte |
| ----- | ----------- | ------ |
| 1.    | Frankreich  | 5802   |
| 2.    | Italien     | 5676   |
| 3.    | Belgien     | 5172   |
| 4.    | Spanien     | 3718   |
| 5.    | Niederlande | 3498   |